# Gammel Strand station
Gammel Strand station är en järnvägsstation i centrum av  Köpenhamn som används av Cityringen (M3) och linje M4 på Köpenhamns metro. Den invigdes 29 september 2019 i samband med öppningen av Cityringen.
Den underjordiska stationen ligger rakt under gatan Holmens kanal och delvis under Slotsholmskanalen och har utgång mot Højbro plads. 

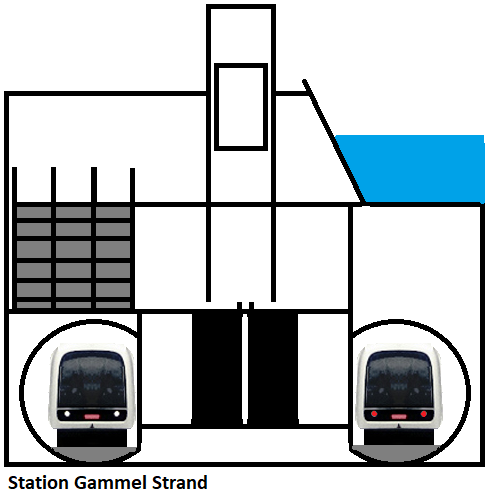
Tvärsnitt av stationen.

Väggarna är klädda med omväxlande blanka och matta kakel som tack vare belysningen ger en illusion av solglitter i  vatten.